# الخاتون (الرقة)
الخاتون قرية سورية تتبع ناحية سلوك في منطقة تل أبيض في محافظة الرقة. بلغ عدد سكانها 400 نسمة في عام 2004 حسب إحصاء المكتب المركزي للإحصاء.